# Tryphon utilis
Tryphon utilis là một loài tò vò trong họ Ichneumonidae.